# آروو کرام
آروو کرام (استونیایی: Arvo Kraam؛ زادهٔ ۲۳ فوریهٔ ۱۹۷۱) بازیکن فوتبال اهل استونی بود.
از باشگاه‌هایی که در آن بازی کرده‌است می‌توان به باشگاه فوتبال فلورا تالین اشاره کرد.
وی همچنین در تیم ملی فوتبال استونی بازی کرده‌است.